# Reprezentacja Węgier w piłce nożnej plażowej mężczyzn
Reprezentacja Węgier w piłce nożnej plażowej to oficjalna drużyna reprezentująca Węgry w rozgrywkach piłki nożnej plażowej. Należy do Magyar Labdarúgó Szövetség oraz do UEFA.

## Występy

### Turniej kwalifikacyjny do mistrzostw świata
| Rok            | Runda         | M  | Z  | Z pd./rz.k. | P  | G+  | G-  | +/- | Źródło |
| -------------- | ------------- | -- | -- | ----------- | -- | --- | --- | --- | ------ |
| Hiszpania 2008 | 1/8 finału    | 4  | 2  | 0           | 2  | 11  | 12  | -1  | [ 1 ]  |
| Hiszpania 2009 | faza grupowa  | 3  | 0  | 0           | 3  | 10  | 18  | -8  | [ 2 ]  |
| Włochy 2010    | ćwierćfinał   | 5  | 2  | 1           | 2  | 26  | 29  | -3  | [ 3 ]  |
| Rosja 2012     | faza play-off | 7  | 3  | 0           | 4  | 22  | 27  | -5  | [ 4 ]  |
| Włochy 2014    | 7. miejsce    | 8  | 3  | 1           | 4  | 36  | 30  | +6  | [ 5 ]  |
| Włochy 2016    | 15. miejsce   | 8  | 1  | 2           | 5  | 27  | 41  | -14 | [ 6 ]  |
| Łącznie        | Łącznie       | 35 | 11 | 4           | 20 | 132 | 157 | -25 |        |

### Mistrzostwa świata
| Rok             | Runda                   | M                       | Z                       | Z pd./rz.k.             | P                       | G+                      | G-                      | +/-                     |
| --------------- | ----------------------- | ----------------------- | ----------------------- | ----------------------- | ----------------------- | ----------------------- | ----------------------- | ----------------------- |
| Brazylia 1995   | Nie brała udziału       | Nie brała udziału       | Nie brała udziału       | Nie brała udziału       | Nie brała udziału       | Nie brała udziału       | Nie brała udziału       | Nie brała udziału       |
| Brazylia 1996   | Nie brała udziału       | Nie brała udziału       | Nie brała udziału       | Nie brała udziału       | Nie brała udziału       | Nie brała udziału       | Nie brała udziału       | Nie brała udziału       |
| Brazylia 1997   | Nie brała udziału       | Nie brała udziału       | Nie brała udziału       | Nie brała udziału       | Nie brała udziału       | Nie brała udziału       | Nie brała udziału       | Nie brała udziału       |
| Brazylia 1998   | Nie brała udziału       | Nie brała udziału       | Nie brała udziału       | Nie brała udziału       | Nie brała udziału       | Nie brała udziału       | Nie brała udziału       | Nie brała udziału       |
| Brazylia 1999   | Nie brała udziału       | Nie brała udziału       | Nie brała udziału       | Nie brała udziału       | Nie brała udziału       | Nie brała udziału       | Nie brała udziału       | Nie brała udziału       |
| Brazylia 2000   | Nie brała udziału       | Nie brała udziału       | Nie brała udziału       | Nie brała udziału       | Nie brała udziału       | Nie brała udziału       | Nie brała udziału       | Nie brała udziału       |
| Brazylia 2001   | Nie brała udziału       | Nie brała udziału       | Nie brała udziału       | Nie brała udziału       | Nie brała udziału       | Nie brała udziału       | Nie brała udziału       | Nie brała udziału       |
| Brazylia 2002   | Nie brała udziału       | Nie brała udziału       | Nie brała udziału       | Nie brała udziału       | Nie brała udziału       | Nie brała udziału       | Nie brała udziału       | Nie brała udziału       |
| Brazylia 2003   | Nie brała udziału       | Nie brała udziału       | Nie brała udziału       | Nie brała udziału       | Nie brała udziału       | Nie brała udziału       | Nie brała udziału       | Nie brała udziału       |
| Brazylia 2004   | Nie brała udziału       | Nie brała udziału       | Nie brała udziału       | Nie brała udziału       | Nie brała udziału       | Nie brała udziału       | Nie brała udziału       | Nie brała udziału       |
| Brazylia 2005   | Nie brała udziału       | Nie brała udziału       | Nie brała udziału       | Nie brała udziału       | Nie brała udziału       | Nie brała udziału       | Nie brała udziału       | Nie brała udziału       |
| Brazylia 2006   | Nie brała udziału       | Nie brała udziału       | Nie brała udziału       | Nie brała udziału       | Nie brała udziału       | Nie brała udziału       | Nie brała udziału       | Nie brała udziału       |
| Brazylia 2007   | Nie brała udziału       | Nie brała udziału       | Nie brała udziału       | Nie brała udziału       | Nie brała udziału       | Nie brała udziału       | Nie brała udziału       | Nie brała udziału       |
| Francja 2008    | Nie zakwalifikowała się | Nie zakwalifikowała się | Nie zakwalifikowała się | Nie zakwalifikowała się | Nie zakwalifikowała się | Nie zakwalifikowała się | Nie zakwalifikowała się | Nie zakwalifikowała się |
| ZEA 2009        | Nie zakwalifikowała się | Nie zakwalifikowała się | Nie zakwalifikowała się | Nie zakwalifikowała się | Nie zakwalifikowała się | Nie zakwalifikowała się | Nie zakwalifikowała się | Nie zakwalifikowała się |
| Włochy 2011     | Nie zakwalifikowała się | Nie zakwalifikowała się | Nie zakwalifikowała się | Nie zakwalifikowała się | Nie zakwalifikowała się | Nie zakwalifikowała się | Nie zakwalifikowała się | Nie zakwalifikowała się |
| Tahiti 2013     | Nie zakwalifikowała się | Nie zakwalifikowała się | Nie zakwalifikowała się | Nie zakwalifikowała się | Nie zakwalifikowała się | Nie zakwalifikowała się | Nie zakwalifikowała się | Nie zakwalifikowała się |
| Portugalia 2015 | Nie zakwalifikowała się | Nie zakwalifikowała się | Nie zakwalifikowała się | Nie zakwalifikowała się | Nie zakwalifikowała się | Nie zakwalifikowała się | Nie zakwalifikowała się | Nie zakwalifikowała się |
| Bahamy 2017     | Nie zakwalifikowała się | Nie zakwalifikowała się | Nie zakwalifikowała się | Nie zakwalifikowała się | Nie zakwalifikowała się | Nie zakwalifikowała się | Nie zakwalifikowała się | Nie zakwalifikowała się |